# Hydrophilomyces limnebii
Hydrophilomyces limnebii är en svampart som tillhör divisionen sporsäcksvampar, och som beskrevs av Sarna och Milewska. Hydrophilomyces limnebii ingår i släktet Hydrophilomyces, och familjen Laboulbeniaceae. Arten är reproducerande i Sverige.